# 普子乡
普子乡，是中华人民共和国重庆市万州区下辖的一个乡镇级行政单位。

## 行政区划
普子乡下辖以下地区：
普子村、院子村、金家村、七曜村、虎头村、碗厂村、土庙村和小龙村。